# Erythrina lysistemon
Erythrina lysistemon (Hutch.), comúnmente conocido como "árbol de coral" y  "árbol de kaffir", es un árbol caduco nativo de Sudáfrica. Se cultiva regularmente como un árbol para jardines y parques.

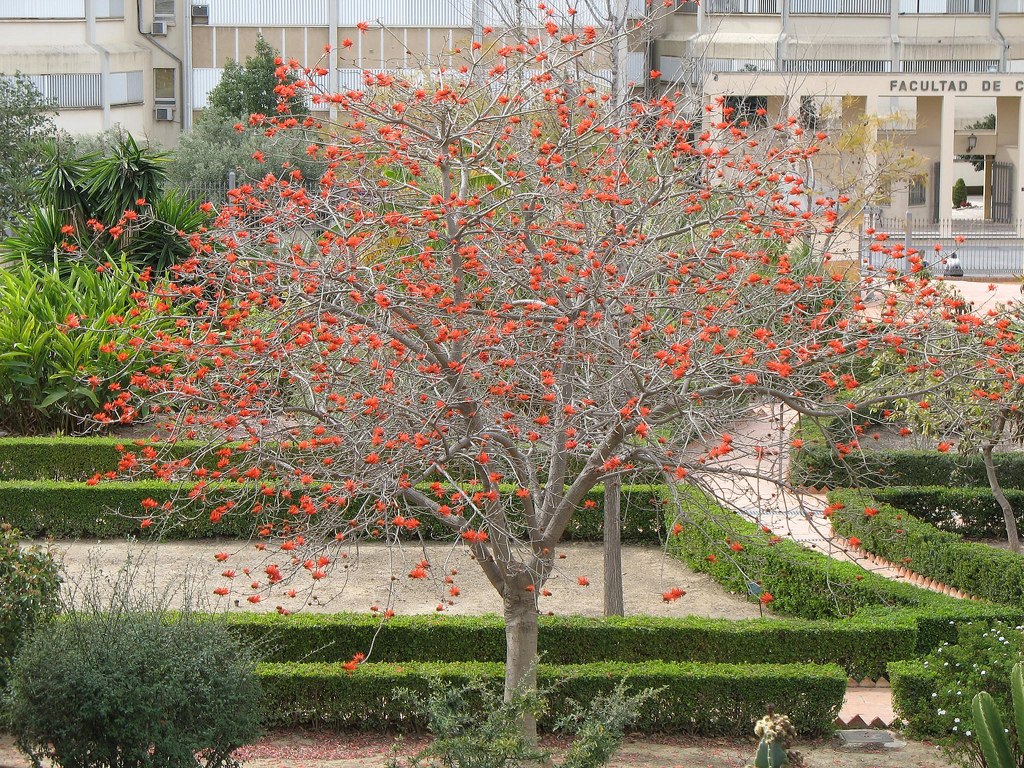
Vista de la planta

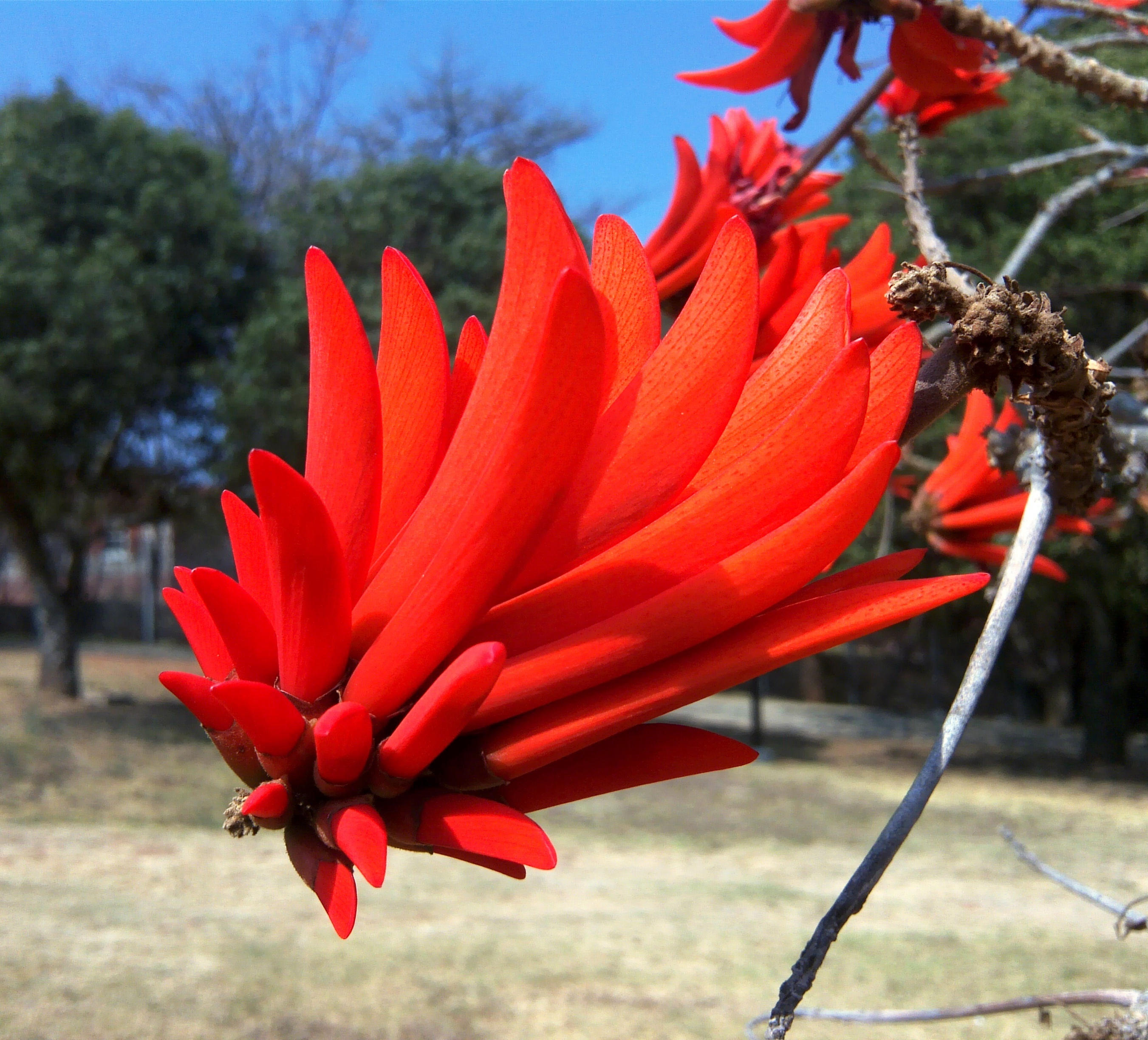
Detalle de la flor

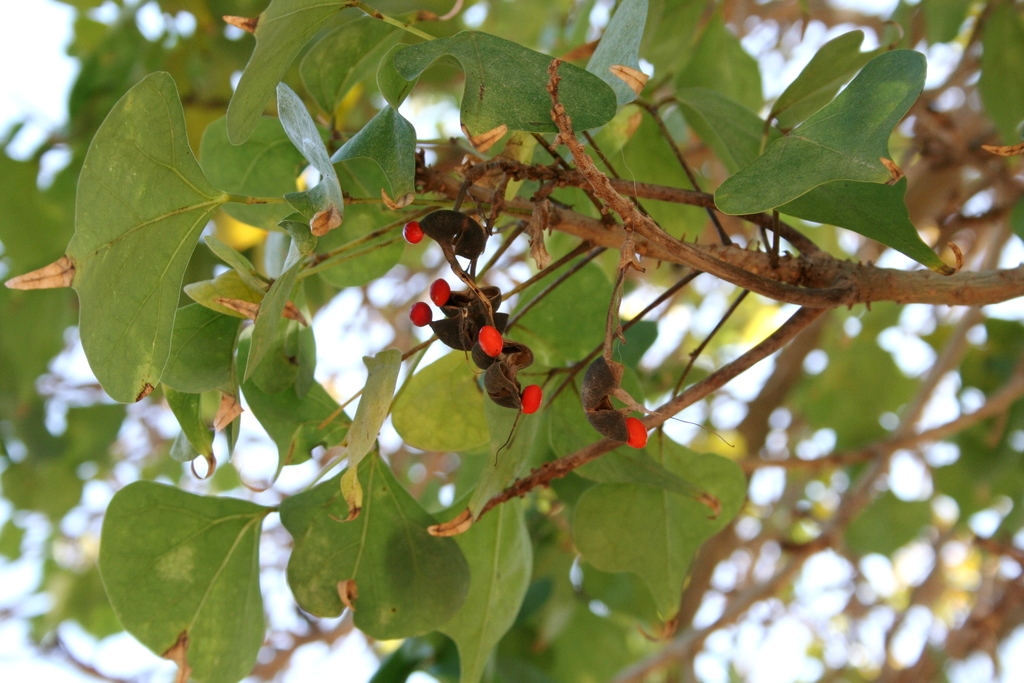
Hojas y frutos

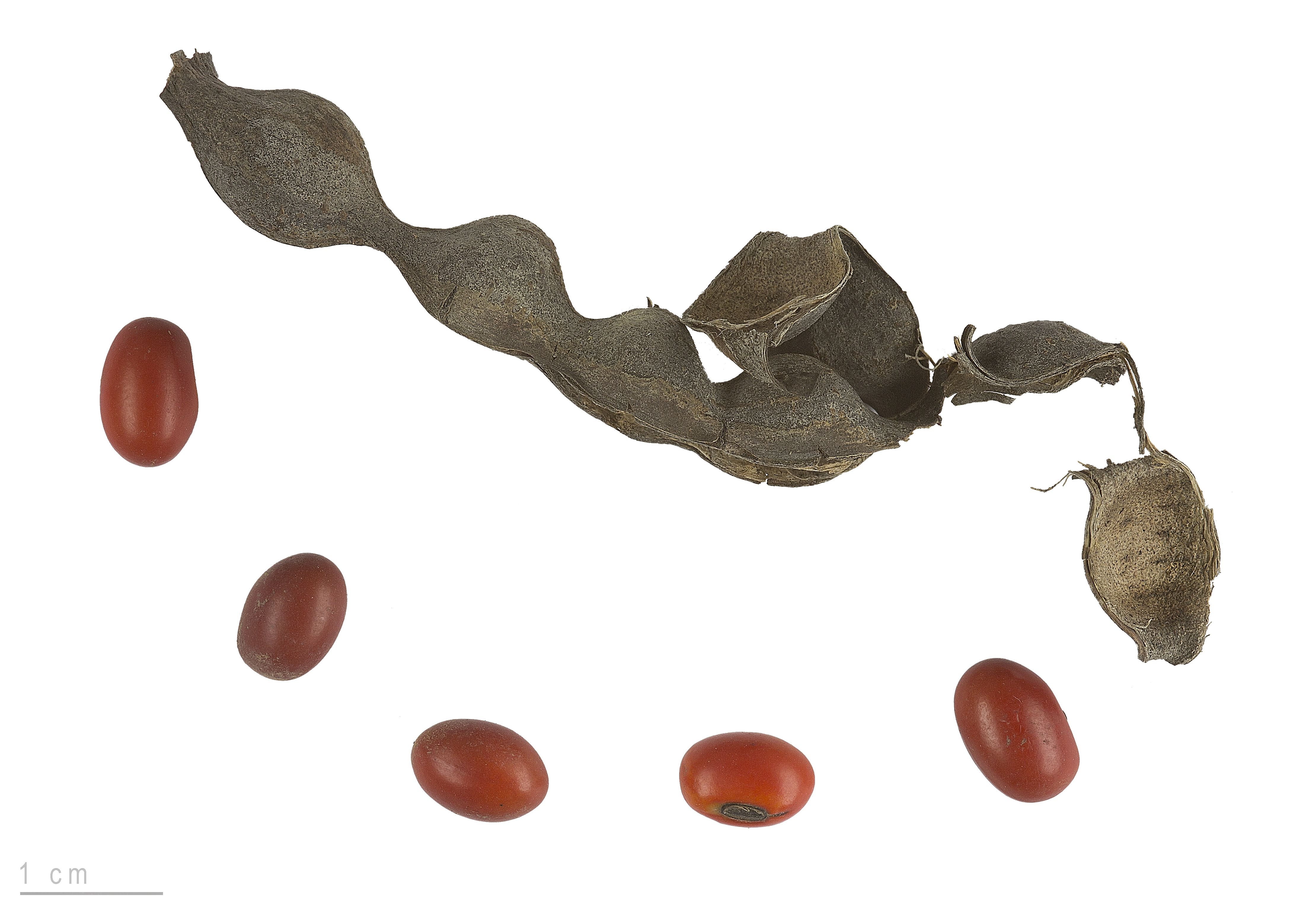
Erythrina lysistemon - MHNT

## Crecimiento
El árbol de coral mide de 9 a 12 metros de alto con una corteza grisácea, no corchosa; espinas curveadas esparcidas en el tronco y las ramas; hojas con 3 foliolos, de hasta 17 cm de ancho, pecíolos y la vena central espinosa. El árbol se encuentra sin hojas hasta por 4 o 5 meses del año. La adorable flor roja escarlata se produce en densos racimos antes de que aparezcan las hojas y atraen a numerosas aves e insectos al jardín.

## Toxicidad
Las partes aéreas de las especies del género Erythrina pueden contener alcaloides, tales como la eritralina y la erisodina, cuya ingestión puede suponer un riesgo para la salud.

## Usos
Erythrina lysistemon es un árbol muy decorativo pero también es un importante componente del ecosistema, proveyendo comida y abrigo para una variedad de aves, animales e insectos.
Es también ampliamente usado y disfrutado por los humanos. Han sido considerados como árboles reales, y fueron plantados en las tumbas de los jefes zulúes.
La floración de los árboles ha sido, y todavía es, una buena señal para la gente de que es el tiempo para plantar sus cultivos.

## Taxonomía
Erythrina lysistemon fue descrita por John Hutchinson y publicado en Bulletin of Miscellaneous Information Kew 1933(9): 422–423. 1933.
Etimología
Erythrina: nombre genérico que proviene del griego ερυθρóς (erythros) = "rojo", en referencia al color rojo intenso de las flores de algunas especies representativas.
lysistemon: epíteto
Sinonimia
- Erythrina caffra sensu auct.
- Erythrina caffra var. mossambicensis Baker f.[4]